# Lagure ovale
Lagurus ovatus
Espèce
Classification phylogénétique
Le Lagure ovale, appelé aussi Gros-minet  ou Chaton ou Queue-de-lièvre ou  Queue-de-lapin  ou Doudou, ou Toudoux, ou Moumoute ou Mounou ou Pinpin ou Mimi
(Lagurus ovatus), est une plante herbacée annuelle de la famille des Poacées, sous-famille des Pooideae, tribu des Aveneae. Elle est assez commune en Europe dans les régions littorales. 
Elle est parfois cultivée comme plante ornementale pour ses inflorescences soyeuses et décoratives, utiles pour la confection de bouquets secs avec l'Immortelle des dunes.
C'est l'unique espèce du genre Lagurus.

## Description

### Appareil végétatif
C'est une plante annuelle de 10 à 40 cm de haut mais certains spécimens peuvent aller jusqu'à 70 cm de haut, velue, se présentant souvent en populations denses le long des chemins. Son réseau de racines étalé et superficiel contribue à la fixation des dunes. Ses tiges filiformes feuillées sont solitaires ou en fascicules. Ses feuilles pubescentes, courtes, larges, vertes ont  la base du limbe munie d'une ligule courte, tronquée, pubescente. La feuille supérieure présente une gaine ventrue très caractéristique.

### Appareil reproducteur
La floraison a lieu de juin à août.
- Couleur dominante des fleurs : blanc
- Inflorescence : racème capituliforme, les longs poils laineux des glumes et les longues arêtes simples des fleurs de cette inflorescence lui valant le nom de queue-de-lièvre[1].
- Sexualité : hermaphrodite
- Ordre de maturation : protandre
- Pollinisation : anémogame
- Fruit : caryopse
- Dissémination : anémochore[3]

## Habitat et répartition
Habitat type : friches annuelles, subnitrophiles[Quoi ?], submaritimes[Quoi ?], thermoatlantiques[Quoi ?]. Plante nitrophile, elle tend à supplanter les espèces typiques de la dune fixée dans les zones victimes de la surfréquentation touristique.
Son aire de répartition est méditerranéenne-atlantique. Cette espèce méditerranéenne est spontanée en Afrique du Nord (du Maroc à l'Égypte), dans les archipels de l'Atlantique (Açores, Madère et îles Canaries), en Europe méridionale (France, Espagne, Portugal, Italie, ex-Yougoslavie, Grèce) et au Proche-Orient (Israël, Liban, Turquie, Syrie). Elle s'est naturalisée le long du littoral et parfois à l'intérieur, dans les îles Britanniques et dans les autres continents.